# Tango moderno
Tango moderno es un álbum de estudio por el bandoneonista de tango argentino Astor Piazzolla y su Octeto Buenos Aires, grabado y editado en Argentina en 1957 por el sello Disc Jockey. Es un álbum importante en la historia de Piazzolla, además de tratarse de su primer álbum de larga duración o LP, es también el primero que grabó luego de sus meses en París estudiando diferentes aspectos avanzados en composición musical con Nadia Boulanger. Durante los meses de su estadía en París, grabó dieciséis tangos, ocho de los cuales se editaron en su primer EP llamado Sinfonía de tango, publicado en Francia y Argentina en 1955 y 1958 respectivamente. Más adelante, Piazzolla abandonaría el formato del Octeto para adentrarse al Quinteto, que sería su formación más clásica, sin embargo volvería a armar un Octeto para grabar el álbum Tango contemporáneo en 1963 y para algunas pistas de 20 años de vanguardia con sus conjuntos de 1964.
Piazzolla introdujo novedades rítmicas y contrapuntísticas, abandonando la orquesta típica, los cantores y bailes, a favor de arreglos más cercanos a la música clásica. Una novedad del conjunto fue la incorporación de la guitarra eléctrica, a la que se le dio un papel contrapuntistico.
Si bien el Octeto no tuvo el éxito deseado por Piazzolla, el álbum ha sido citado como una de sus mejores creaciones, con una calidad interpretativa y técnica que pocas veces volvería a realizar. Pero el mismo también causó polémica entre los tangueros tradicionalistas de la "guardia vieja", al punto que algunas de las presentaciones del Octeto terminaron en trifulcas.

## Antecedentes
Por supuesto, allí estaba todo lo que había aprendido en mis clases, sobre todo Stranvinsky, Bartok, Maurice Ravel y Prokofief; pero también estaba la veta más canyengue, más agresiva y cortada del tango y la milonga de un Pugliese, el refinamiento de un Troilo y de un Alfredo Gobbi que, hacia fines de los 40 era, para mi, el tanguero más interesante.
Astor Piazzolla.

Tras retornar de París en 1955, Astor Piazzolla formó el Octeto Buenos Aires dispuesto "a encender le mecha de un escándalo nacional" y "romper con todos lo esquemas musicales que regían en la Argentina". Allí empleó todos los conocimientos que había adquirido años antes con Alberto Ginastera, y los nuevos con Nadia Boulanger.
Piazzolla durante su estadía en París conoció a Charles Delaunay, un escritor experto en jazz, creador de la palabra discografía y fundador del sello Vogue. Piazzolla grabó para el sello Vogue el EP Sinfonía de tango, y gracias a Delaunay, tuvo acceso a otros álbumes de jazz, conociendo al sexteto de Oscar Pettiford, que aparte del sonido más reminiscente de la música de cámara, incorporaría la conjunción de violonchelo y guitarra eléctrica de aquel sexteto, a su octeto que formó al regresar a Buenos Aires. La guitarra eléctrica fue un elemento discordante dentro de su Octeto, ya que no era un instrumento usual en ese momento. El instrumento no tenía relevantes antecedentes en la música en general. Piazzolla escuchó algunos de los álbumes que publicó Delaunay, y de allí conoció además de la música de Gerry Mulligan, a Barney Kessel y Jimmy Raney, de donde no solo se basó en la idea de la inclusión de la guitarra eléctrica, sino en darle un papel contrapuntístico. De la influencia del conjunto de Mulligan incluyó en su nueva agrupación algunos fraseos y manejos instrumentales que eran típicos del jazz, además de introducir el concepto del swing. Según el guitarrista Horacio Malvicino, en un primer momento Piazzolla tuvo en mente usar un vibráfono (que lo usaría en el futuro Quinteto que formó en Nueva York en 1959), pero como no existía un instrumentista tal en Argentina, optó por la guitarra eléctrica. El conjunto no tenía director, sino que se proponía hacer el tango "tal como se siente". No tuvo cantante salvo en algunas excepciones, y no se actuaba en bailes.

Piazzolla quería un instrumentista que improvisara y en el tango no los había. Vibrafonista tampoco había, por eso pensó en la guitarra, averiguó y me vino a escuchar a mi al Bop Club.
Horacio Malvicino.

El grupo estaba integrado por el mismo Piazzolla y Leopoldo Federico en bandoneones, Enrique Mario Francini y Hugo Baralis en violines, Atilio Stampone en piano, Horacio Malvicino en guitarra eléctrica, José Bragato en violonchelo y Hamlet Greco en contrabajo (quien luego sería remplazado por Juan Vasallo). Recordaría de aquella primera formación post-París: "Éramos ocho tanques de guerra [...] Parecíamos salidos del ERP... ¡ocho guerrilleros subidos al escenario!... cada uno, en lugar de un instrumento, parecía que tenía una bazuca". Hubo cierta controversia en torno al quinteto, al punto de que algunos conciertos terminaron con grescas hacia los músicos, por parte de los tangueros más tradicionalistas que repudiaban los cambios de la nueva agrupación. A Piazzolla se le acusó de ser "el asesino del tango".

## Octeto Buenos Aires
Compuesto en el año 1935 y llevado al disco por el Octeto de Buenos Aires en 1957. La primera parte (Romántica) comienza con acordes de cuartas yuxtapuestas (...) Después del vals a la manera de Ravel, vuelve el tema a la primera parte, finalizando el tango con un rallentando sobre el acorde Sol mayor – Re mayor (Sol-Re). El único propósito del Octeto Buenos Aires es renovar el tango popular, mantener su esencia, introducir nuevos ritmos, nuevas armonías, melodías, timbres y formas ...  no pretendemos hacer música llamada «culta».
Contratapa de Tango Moderno.

Su intención era hacer una música popular con todos los atributos de seriedad –notas de programa incluidas- de la música clásica, y en particular, con su misma funcionalidad predominante. Nunca pensó la música del Octeto Buenos Aires para el baile. Esa oposición entre ambas funciones ya había sido planteada por Astor Piazzolla en relación con los arreglos para su orquesta de 1946, cuando hablaba de «tocar para que la gente escuchara» y de componer para ello piezas como «Villeguita» y «Se armó». Existió un cierto «endiosamiento» por parte del autor a la dificultad de su música que se repetiría en las notas escritas para el álbum del Octeto, como cuando describe el trabajo de los bandoneones y dice: «Casi siempre están realizando acordes de cuatro, cinco y hasta seis notas cada uno («El Marne»). También variaciones sobre los temas en quintillos, seisillos y hasta sietesillos de fusas hoy en desuso por si dificultad técnica (Anone)». El otro bandoneonista del grupo Leopoldo Federico, ha contado que fue precisamente esa dificultad la que hacía que los mejores músicos de tango quisieran tocar con Piazzolla, puesto que existía un cierto privilegio en pertenecer a esos grupos donde «se escribía difícil».
El bandoneonista hablaba en ese texto es una de las mejores virtudes de ese grupo y de los que lo sucedieron: la necesidad de contención: «realizar el difícil equilibrio sonoro del Octeto llevó dos años y aún queda mucho por descubrir. En cada arreglo se aprende más sobre esta formación orquestal. Tengamos en cuenta que existe un desequilibrio tremendo por falta de cuerdas, ya que para dos bandoneones, piano, guitarra y bajo, se necesitarían por lo menos seis violines, viola y violonchelo, pero ajustándome a los dos violines y violonchelo, es necesario escribirle a estos en tesituras no acostumbradas». Fischerman y Gilbert siguieren que este equilibrio fue logrado más por la práctica y con la audición, que con los maestros de la academia que, por más que Piazzolla declara lo contrario, es una de sus marcas:

Por ejemplo, cuando incluyo efectos rítmicos y quiero lograr fuertes sonoridades, empleo los dos violines casi siempre en la tesitura grave y el cello, la mayoría de las veces, dentro de la misma tesitura que los violines, sobre todo en los unísonos («Neotango», «El Marne» y «Arrabal»). Para efectos suaves y melódicos empleo las tesituras normales («Anone»). Las dobles cuerdas son utilizadas para mayor sonoridad armónica (dos violines, cello y bajo en la segunda parte de «Marrón y azul»). También el contrapunto entre las cuerdas, da mayor belleza a los temas originales («Arrabal» solo de violín). Para los efectos de percusión también intervienen las cuerdas: el primer violín imita el tambor, el segundo la lija, el cello la caja y el bajo golpeado con la palma de la mano detrás del instrumento logra el efecto del bombo («Marrón y azul»).

El primer arreglo de Piazzolla para el Octeto fue el tango "Arrabal" de José Pascual, que había deseado tocar desde que escuchó por primera vez la versión de Elvino Vardaro cuando era niño. El Octeto creó un nuevo sonido parecido a la música de cámara y sin cantante, un componente clásico dentro de una orquesta típica de tango.
Como no tenía fondos para producirlo, Piazzolla tuvo que renunciar de cobrar regalías por el álbum, a cambio de su grabación, sin embargo él tuvo que hacerse cargo de pagarle a los músicos.

## Presentación
La primera presentación fue en la Facultad de Derecho a fines de 1957. El grupo grabó con dificultades dos álbumes: uno de duración media o EP, con seis canciones editado por el sello Allegro en 1956 y llamado Tango progresivo, y Tango moderno editado por Disc Jockey en 1957. Ambos materiales tienen muy pocas composiciones originales de Piazzolla, pero en el segundo de los dos álbumes aparece un nuevo arreglo de "Marrón y azul". En Tango progresivo había una sola pieza de Piazzolla, "Lo que vendrá", que hasta ese momento solo había sido grabada en 1954, con arreglos debussyanos explícitos en el tema inicial (arreglos que desaparecerían en versiones posteriores). La grabación original data de julio de 1954, un mes antes del viaje a París, y así a su vuelta de Europa volvió sobre el mismo tema. También grabó el tema con el mismo formato que había usado en París, cuerdas, piano y bandoneón concertante, que repetiría el año siguiente en Montevideo. El compositor realizó además otros arreglos para orquestas como la de Aníbal Troilo, que lo grabó en 1957 para el sello Odeón. Un rasgo saliente por otra parte es el motivo francés que en la versión para octeto, abre la pieza con tres entradas sucesivas a cargo de Francini, Baralis y Bragato, separadas entre sí por acordes de todo el grupo. En la grabación con orquesta de cuerdas, piano y bandoneón ese motivo es apenas una introducción somera, después de la cual entra inmediatamente el tema "rítmico". La versión escrita para Troilo es la que más diferencias ofrece. Allí el tema lírico, tanguero que en el arreglo del Octeto era apenas el pretexto armónico para las improvisaciones de la guitarra eléctrica, ocupa el primer y no el segundo lugar, y el motivo francés aparece fugazmente como su conclusión, funcionando como puente hacia el tema rítmico. Allí por otra parte, hay un contracanto claramente acentuado en cuatro tiempos, que disimula (o pone en un marco más digerible para el gran público) el ritmo aditivo de la voz principal.

## Lanzamiento y reediciones
Tango moderno se publicó originalmente en 1957 en Argentina por el sello Disc Jockey, en 1976 se reeditó en Argentina en vinilo y casete con diferentes portadas, mientras que en 1977 se lanzó por primera vez en Italia y Uruguay. La primera reedición en CD data de 1995 en Estados Unidos.

## Crítica
Tanto Tango progresivo como la música del Octeto en sí, ha sido señalado como entre las mejores creaciones de Piazzolla, aparte de traer arreglos innovadores para el tango: "Ni las improvisaciones jazzísticas de Malvicino en la guitarra eléctrica, por ejemplo en la composición "Marrón y Azul" de Piazzolla de 1955, ni los solos de violonchelo de Bragato de formación clásica se habían escuchado antes en el tango".

## Lista de temas
| Lado A |                 |                                           |          |  |
| N.º    | Título          | Escritor(es)                              | Duración |  |
| 1.     | «Haydée»        | Héctor Grané                              | 2:52     |  |
| 2.     | «Marrón y azul» | Astor Piazzolla                           | 3:31     |  |
| 3.     | «Los mareados»  | Juan Carlos Cobián                        | 3:40     |  |
| 4.     | «Neotango»      | Manuel Ceferino Flores, Leopoldo Federico | 3:16     |  |
| 5.     | «El Marne»      | Eduardo Arolas                            | 4:24     |  |

| Lado B |                  |                    |          |  |
| N.º    | Título           | Escritor(es)       | Duración |  |
| 6.     | «Anoné»          | Hugo Baralis       | 3:29     |  |
| 7.     | «El entrerriano» | Rosendo Mendizábal | 3:03     |  |
| 8.     | «Tangology»      | Horacio Malvicino  | 3:23     |  |
| 9.     | «Arrabal»        | José Pascual       | 3:27     |  |
| 10.    | «A fuego lento»  | Horacio Salgán     | 3:34     |  |

## Créditos
- Astor Piazzolla - bandoneón
- Leopoldo Federico - bandoneón
- Juan Vasallo - contrabajo
- José Bragato - violencello
- Horacio Malvicino - guitarra eléctrica
- Atilio Stampone - piano
- Enrique Francini - violín
- Hugo Baralis - violín